# Dominykas Galkevičius
Dominykas Galkevičius (Jonava, 16 ottobre 1986) è un ex calciatore lituano, di ruolo centrocampista.

## Palmarès

### Club

#### Competizioni nazionali
- A Lyga: 3

Ekranas: 2008, 2009, 2010
- Coppa di Lituania: 2

Ekranas: 2009-2010
Stumbras: 2017